# 말콤 겟츠
맬컴 게츠(Malcolm Gets, 1963년 12월 28일 ~ )는 미국의 배우이다.
워키건에서 태어났다.

## 출연 작품
- 컨퍼메이션 (2016년)
- 마일즈 (2016년)
- Emily & Tim (2015)
- 그레이 가든스 (2009년)
- 섹스 앤 더 시티 (2008년)
- 아담과 스티브 (2005년)
- 러브 인 더 타임 오브 머니 (2002년)
- 13 컨버세이션 (2001년)
- 미세스 파커 (1994년)